# Harald Kreutzberg
Harald Kreutzberg född 11 december 1902 i Reichenberg, död 25 april 1968 i Muri, var en österrikisk danskonstnär.
Harald Kreutzberg studerade dans för Mary Wigman i Dresden. Han anses vara en av de främsta företrädarna för den fria dansen, särskilt erkänd för sina expressiva, pantomimiska framställningar. Kreutzberg framträdde huvudsakligen med egna dansaftnar och turnerade i Europa, Nord- och Sydamerika och Asien. Under andra världskriget skickades han med tyska armén som handräckning till Italien, tillfångatogs där av amerikanerna och sändes till USA, där han fick uppträda. Efter krigets slut återupptog han sina turnéer. Kreutzberg var även verksam som pedagog med danskurser om somrarna i Salzburg. Kreutzberg gav vid flera tillfällen dansaftnar i Sverige, bland annat i mars 1949.